# Втрати силових структур внаслідок російського вторгнення в Україну (липень — грудень 2021)
У статті наведено список втрат українських військовослужбовців у російсько-українській війні з липня по грудень 2021 року.

## Список загиблих з 1 липня до 31 грудня 2021 року
| №        | Світлина Емблема | Прізвище, ім'я, по-батькові                           | Про особу | Дата смерті       | Обставини смерті |
| -------- | ---------------- | ----------------------------------------------------- | --- | ----------------- | --- |
| Липень   |                  |                                                       | |                   | |
| 4474     |                  | Письменний Юрій Васильович («Феофан»)                 | 4 березня 1962, 59 років, мешканець м. Дніпро. Капітан медичної служби, начальник медичного пункту 93 ОМБр. В 1987 році закінчив Дніпропетровський медичний інститут. З 2016 року виконував обов'язки медика-волонтера у складі ПДМШ ім. Пирогова. Наприкінці 2018 року був призваний до ЗС України. Залишилися дружина, дорослі син та донька. | 4 липня 2021      | Загинув під час надання першої невідкладної медичної допомоги пораненому в ході ворожого обстрілу позицій українських військ поблизу селища Мирне в результаті уламкового поранення, не сумісного з життям. Похований в с. Старі Кодаки. |
| 4475     |                  | Сосницький Андрій Сергійович                          | 23 серпня 1984, с. Володимирівське Запорізька область. Солдат, номер обслуги підрозділу 93 ОМБр. Залишились мати, сестра. | 4 липня 2021      | Помер під час несення служби на позиціях Збройних Сил України поблизу с. Калинового Волноваського району на Донеччині. Похований в с. Володимирівському на Запоріжжі. |
| 4476     |                  | Бродовський Богдан Віталійович                        | 17 квітня 1984, 37 років, Гайсинський район Вінницька область. Майор, заступник начальника тилу логістики 93 ОМБр. На військовій службі в ЗС України з 2002 року. Військову освіту здобув в НАСВ імені гетьмана Петра Сагайдачного. Проходив службу на посаді начальника продовольчої служби 93 ОМБр, ненадовго звільнявся в запас, але в подальшому — відновився на військовій службі у корпусі резерву. Залишилася дружина та четверо дітей. | 5 липня 2021      | Загинув поблизу с. Чермалик в результаті вибухового поранення несумісного з життям під час ворожого обстрілу ВОП з ПТРК та прямого влучення в автомобіль. Похований в с. Вільне. |
| 4477     |                  | Рибачук Володимир Миколайович                         | 25 липня 1978, с. Білий Камінь Вінницька область. Старший солдат 9 ОМПБ «Вінниця» 59 ОМПБр. На військовій службі за контрактом — з 15 вересня 2016 року. | 5 липня 2021      | Помер при виконанні службових обов'язків в районі проведення ООС, попередня причина смерті — проблеми з серцем. Похований в с. Білий Камінь. |
| 4478     |                  | Україна                                               | Сержант, військовослужбовець 28 ОМБр. Залишилася дружина та двоє дітей. | 5 липня 2021      | Був знайдений повішеним в районі проведення ООС. За попередніми даними, смерть військовослужбовця настала в результаті самогубства, обставини події з'ясовуються військовою прокуратурою. |
| 4479     |                  | Курасов Євгеній Олександрович                         | 24 роки, Локня Сумська область. Сержант, заступник командира бойової машини — навідник-оператор механізованого взводу механізованої роти 15 ОМПБ 58 ОМПБр. Проходив військову службу в бригаді — з жовтня 2019 року. Залишилися батьки, дружина та 2-місячна донька. | 8 липня 2021      | Загинув внаслідок поранення несумісного з життям в результаті ворожого снайперського обстрілу поблизу с. Піски, за іншими відомостями — поблизу с. Водяне. Похований в с. Локня. |
| 4480     |                  | Яськів Володимир Богданович                           | 29 липня 1977, 44 роки, смт Великі Бірки Тернопільська область. Старший солдат, старший стрілець 1 механізованого взводу 1 механізованої роти 1 механізованого батальйону 24 ОМБр. Залишилася мати, дружина, син та донька. | 9 липня 2021      | Загинув під час виконання бойового завдання поблизу м. Золотого внаслідок поранення в голову, завданого ворожим снайпером під час масованого обстрілу. Похований в смт Великі Бірки. |
| 4481     |                  | Бєляєв Андрій Левонтійович («Бєлий»)                  | 17 липня 1982, 38 років, мешканець м. Нікополь Дніпропетровська область. Головний сержант, командир механізованого відділення механізованої роти 17 ОМПБ «Кіровоград» 57 ОМПБр. До ЗС України був призваний за частковою мобілізацією у березні 2014 року. Брав участь у боях за визволення м. Маріуполь. У 2021 році заочно закінчив Нікопольський факультет НМетАУ. Залишилися дружина та троє дітей. | 13 липня 2021     | Загинув внаслідок поранення несумісного з життям в результаті ворожого артилерійського обстрілу з 122 мм та 152 мм калібру бойових позицій бригади поблизу с. Кринички (за іншими даними, поблизу с. Причепилівки) на Луганщині. Похований в м. Нікополі. |
| 4482     |                  | Юрков Олександр Олександрович                         | 2002, 19 років, мешканець c.Криничувате Дніпропетровська область. Солдат, навідник танку танкового взводу танкової роти танкового батальйону 93 ОМБр. Залишилися мати, сестра і наречена. | 14 липня 2021     | Згідно з повідомленням Софіївського районного територіального центру комплектування та соціальної підтримки Дніпропетровської області, військовослужбовець загинув в районі проведення Операції Об'єднаних сил (місце та обставини загибелі — не повідомляються). Похований в с. Криничуватому. |
| 4483     |                  | Горбенко Олександр Олександрович                      | 29 років, м. Кривий Ріг Дніпропетровська область. Солдат, військовослужбовець 10 ОГШБр. Учасник Революції гідності, потім був волонтером. На війні — з серпня 2014 року, спочатку проходив службу старшим стрільцем, в подальшому — в добровольчому батальйоні «Січеслав». Двічі був поранений. Залишилися батьки та донька. | 19 липня 2021     | Помер в опіковому центрі лікарні швидкої медичної допомоги м. Харкова внаслідок 80 % опіків тіла та важких поранень, отриманих в районі смт Нью-Йорк під час ворожого обстрілу близько 21:30, 15 липня. Похований у Кривому Розі. |
| 4484     |                  | Панфілов Андрій Вікторович                            | 16 грудня 1993, с. Кам'яний Міст Кіровоградська область. Солдат, військовослужбовець протитанкового взводу роти вогневої підтримки 42 ОМПБ 57 ОМПБр. На військовій службі за контрактом — з грудня 2019 року. Залишилася мати. | 23 липня 2021     | Згідно з посиланням на повідомлення Голови Новоукраїнської тергромади, військовослужбовець помер під час військової служби в Луганській області в результаті гострої серцевої недостатності. Похований в с. Кам'яний Міст. |
| 4485     |                  | Сівоконь Дмитро Володимирович                         | 14 вересня 1982, 39 років, мешканець м. Скадовська Херсонська область. Старший лейтенант 17 ОМПБ «Кіровоград» 57 ОМПБр. На початку війни — проходив військову службу на посаді головного сержанта взводу в спецпідрозділі ВСП у ЗС України «Сармат». Згодом отримав офіцерське звання «молодшого лейтенанта» та перевівся для подальшої служби до м. Скадовська, в подальшому — до 57 ОМПБр. Залишилась батьки, дружина і троє дітей 2,5 і 9 років та син 13-и років від першого шлюбу.                                                                   | 23 липня 2021     | Помер близько 16:00 у Харківському військовому госпіталі в результаті тяжких поранень, отриманих 13.07.2021 року під час ворожого артилерійського обстрілу бойових позицій бригади поблизу с. Причепилівка Новоайдарського району на Луганщині. Під час обстрілу загинув головний сержант Бєляєв А. Л. та п'ятеро військовослужбовців були поранено. Похований на Алеї Героїв у м. Скадовську. |
| 4486     |                  | Бохін Олександр Олександрович                         | 23 листопада 1990, 30 років, смт Березнегувате Миколаївська область. Мешканець м. Нова Каховка Херсонська область. Сержант, військовослужбовець 17 ОМПБ «Кіровоград» 57 ОМПБр. До ЗС України був призваний за частковою мобілізацією у 2015 році. Залишилися мати та сестра. | 23 липня 2021     | Помер у військовому госпіталі в результаті тяжких поранень, отриманих 13.07.2021 року під час ворожого артилерійського обстрілу бойових позицій бригади поблизу с. Причепилівка Новоайдарського району на Луганщині. Під час обстрілу загинув головний сержант Бєляєв А. Л. та п'ятеро військовослужбовців були поранено. Похований на міському кладовищі м. Нова Каховка. |
| 4487     |                  | Зябрев Сергій Анатолійович («Оружейник»)              | 25 лютого 1976, м. Шепетівка Хмельницька область. Майор, офіцер служби РАО управління озброєння ОК «Південь»/Operational Command «South». Брав участь в бойових діях АТО/ООС з 26.09.2014 року у складі 18 БТрО 28 ОМБр, 131 ОРБ та деяких інших підрозділів ЗС України. Був співавтором низки новаторських рішень та патентів України в оборонній сфері. Удостоєний декількох відомчих нагород та відзнак. Залишилася дружина та донька. | 26 липня 2021     | Про смерть офіцера повідомило Управління командування ОК «Південь»/Operational Command «South» (місце, обставини та причина смерті — не повідомлялися). За повідомленнями співслужбовців, офіцер раптово помер під час службового відрядження поблизу м. Часів Яр на Донеччині. 30 липня, після прощання у Свято-Троїцькому Храмі ПЦУ, був похований в м. Одесі. Нагороджений орденом Данила Галицького (посмертно). |
| 4488     |                  | Мельничук Сергій Володимирович                        | 18 січня 1992, 29 років, м. Броди Золочівський район Львівська область. Військовослужбовець 24 ОМБр. Залишилася дружина та дві доньки. | 29 липня 2021     | Згідно з повідомленням Бродівської міської ради, військовослужбовець трагічно загинув в районі проведення ООС (причина смерті — не повідомляється). Похований в м. Броди. |
| 4489     |                  | Козуля Анатолій Владиславович                         | 20 років, м. Кривий Ріг Дніпропетровська область. Військовослужбовець 21 ОБрОГП НГУ. Був призваний на строкову службу до НГУ наприкінці жовтня 2020 року. Через декілька місяців перевівся на контракт. До призову на службу до НГУ навчався у Інгулецькому коледжі Криворізького національного університету. Залишилися батьки. | 31 липня 2021     | Згідно з повідомленням, помер в районі проведення ООС (причина смерті — не повідомляється). Правоохоронці з'ясовують усі обставини інциденту, імовірна причина загибелі військовослужбовця — самогубство. На початку 2022 року, було повідомлено, що військовослужбовець загинув поблизу смт Благодатного на Донеччині, де ніс службу на контрольно-наглядовому пункті. |
| Серпень  |                  |                                                       | |                   | |
| 4490     |                  | Цибульський Олександр Васильович                      | 1989, 32 роки, м. Дубровиця Сарненський район Рівненська область. Військовослужбовець 301 ОДКБ 47 ОІБр. В районі проведення АТО/ООС — з 2015 року. На військовій службі в ЗС України за контрактом — з 2016 року. Залишилися мати та сестра. | 5 серпня 2021     | Згідно з повідомленням Рівненської ОДА, загинув в районі проведення ООС під час виконання бойового завдання. Похований на Старому кладовищі в м. Дубровиці. |
| 4491     |                  | Семеняка Ярослав Володимирович                        | 1 жовтня 1989, 31 рік, с. Калинівка Конотопський район Сумська область. Молодший сержант, начальник польової лазні взводу матеріального забезпечення 58 ОМПБр. Проходив військову службу в бригаді — з червня 2020 року. Залишилися батьки й дружина. | 7 серпня 2021     | Загинув в результаті застосування проросійськими бойовиками ПТРК по автокрану, який застосовувався у наданні допомоги місцевим жителям у відновленні пошкодженої цивільної інфраструктури поблизу с. Піски на Донеччині. Похований в с. Підлипному на Сумщині. Нагороджений орденом «За мужність» III ступеня (посмертно). |
| 4492     |                  | Кайданович Олексій («Кардан»)                         | 9 січня 1991, 30 років, с. Федорівка Новоград-Волинський район Житомирська область. Старший солдат, військовослужбовець 54 ОРБ. У складі 30 ОМБр брав участь в боях за Іловайськ. В 54 ОРБ — з 2017 року. Перебував в районі проведення ООС у складі 30 ОМБр. Залишилися дружина, 6-річний син та донька. | 11 серпня 2021    | Помер у військовому госпіталі в результаті вогнепальних осколкових поранень, які отримав під час влучання ворожого ПТРК у мікроавтобус ЗС України в районі селища Новолуганське Донецької області. Похований в с. Федорівка. |
| 4493     |                  | Яшин Петро В'ячеславович                              | 35 років, м. Прилуки Чернігівська область. Старший лейтенант, інженер ремонтного батальйону 1 ОТБр. В бригаді — з червня 2020 року, після закінчення навчання на факультеті військової підготовки ХПІ. Залишилися дружина та донька. | 11 серпня 2021    | Згідно з повідомленням пресслужби бригади, військовослужбовець помер в районі проведення ООС (місця відведення танкової бригади) в результаті зупинки серця. Похований у м. Прилуки. |
| 4494     |                  | Орос Олександр Васильович                             | 51 рік, м. Новояворівськ Львівська область. Солдат, військовослужбовець 24 ОМБр. Залишилася мати. | 11 серпня 2021    | Згідно з повідомленням штабу ООС, військовослужбовець помер в районі проведення ООС в результаті тромбоемболії легеневої артерії. Похований в м. Новояворівськ. |
| 4495     |                  | Мазур Артем Львович                                   | 28 березня 1995, 26 років, с. Веселе Кіровоградська область. Старший солдат, заступник командира бойової машини — навідник-оператор 1 механізованого відділення 3 механізованого батальйону 28 ОМБр. В ЗС України — з лютого 2017 року. Залишилися мати, брат і сестра та дружина. | 16 серпня 2021    | Загинув в зоні відповідальності ОТУ «Схід» в районі с. Новомихайлівка Донецької області внаслідок смертельного кульового поранення, завданого російським снайпером. Похований в с. Веселому. |
| 4496     |                  | Савенко Геннадій Іванович                             | 4 червня 1967, м. Дніпро. Мешканець житлового масиву Придніпровськ у м. Дніпро. Старший лейтенант, інженер відділення АСУ 8-го командного пункту ППО ЗС України. Також проходив військову службу в Самарському районному територіальному центрі комплектування та соціальної підтримки (м. Дніпро). Залишилися дружина та двоє дітей. | 18 серпня 2021    | Помер в зоні проведення ООС під час несення служби на ОКП ОТУ «Схід» від серцевого нападу (гострий інфаркт міокарда). Похований на кладовищі району Чаплі в м. Дніпрі. |
| 4497     |                  | Островський Василь Степанович                         | 21 липня 1980, 41 рік, с. Сороки-Львівські Львівська область. Старший солдат, командир мотопіхотного відділення 24 ОМБр. Залишилися дружина та малолітній син. | 19 серпня 2021    | Згідно з посиланням на повідомлення штабу ООС, загинув в результаті ворожого обстрілу поблизу с. Новоолександрівка на Луганщині. Похований в с. Сороки Львівські. |
| 4498     |                  | Михайлов Юрій Олександрович                           | 21 рік, Миколаїв. Лейтенант, командир взводу 28 ОМБр. Випускник НАСВ імені гетьмана Петра Сагайдачного 2021 року. Виріс сиротою, виховувався бабусею. | 22 серпня 2021    | Загинув о 15.15 в результаті вогнепального кульового поранення під час ворожого обстрілу ВОП поблизу м. Мар'їнки на Донеччині. Похований на Алеї слави міського кладовища м. Миколаєва. |
| 4499     |                  | Аксьонов Олександр Васильович                         | 1982, 38 років, м. Бориспіль Київська область. Молодший сержант, військовослужбовець 131 ОРБ. Виконував завдання в ООС у складі 28 ОМБр. В ЗС України — з 2018 року. Неодружений. Залишилася мати. | 23 серпня 2021    | Загинув в районі проведення ООС в результаті ворожого обстрілу. Похований на Алеї Героїв Рогозівського кладовища в м. Борисполі. |
| 4500     |                  | Пітько В'ячеслав Павлович                             | 1972, 48 років, м. Кам'янське Дніпропетровська область. Старший сержант, командир відділення 74 ОРБ. На війні — з 2014 року, на військовій службі за контрактом — з липня 2019 року. Залишилася дружина та 11-річна донька. | 24 серпня 2021    | Загинув в районі проведення ООС в результаті ворожого обстрілу ВОП. Похований на Алеї Слави військового кладовища в м. Кам'янському. |
| 4501     |                  | Вискребець Андрій Вікторович                          | 28 квітня 1982, 39 років, мешканець м. Запоріжжя. Старший солдат, оператор протитанкового взводу вогневої підтримки 74 ОРБ. В березні 2015 року був призваний до ЗС України за частковою мобілізацією. З 2016 року — на військовій службі за контрактом, проходив службу у 26 ОАБр, 55 ОАБр та 74 ОРБ. Залишилась дружина, двоє дітей та рідна сестра. | 27 серпня 2021    | Загинув при виконанні бойового завдання в результаті ворожого обстрілу поблизу с. Новомихайлівки на Донеччині. Похований на Леваневському кладовищі в м. Запоріжжі. |
| 4502     |                  | Задорожний Роман Андрійович                           | 9 червня 1994, 27 років, смт Добротвір Червоноградський район Львівська область. Старший солдат, військовослужбовець 24 ОМБр. На війну відбув з перших днів російсько-української війни. Залишилися мати, сестри та брати. | 30 серпня 2021    | Загинув в результаті ворожого обстрілу позицій українського війська у смузі відповідальності ОТУ «Північ» поблизу с. Новозванівка на Луганщині. Похований в смт Добротвір. |
| Вересень |                  |                                                       | |                   | |
| 4503     |                  | Куленко Олексій Валентинович                          | 30 березня 1985, 36 років, с. Орлове. Мешканець с. Покотилове Голованівський район Кіровоградська область. Старший солдат, навідник, військовослужбовець 17 ОМПБ «Кіровоград» 57 ОМПБр. Працював трактористом та механізатором. До ЗС України призваний в ході часткової мобілізації у 2015 році. Проходив службу в повітряно-десантних військах, морській піхоті, на військовій службі в 17 ОМПБ — з квітня 2021 року. Залишилися батько, брат та троє доньок.                                                                                           | 11 вересня 2021   | Загинув в ході виконання бойового завдання під час мінометного обстрілу в районі с. Причепилівки на Луганщині. Похований в с. Орлове. |
| 4504     |                  | Герман Денис Сергійович                               | 29 вересня 1989, 31 рік, м. Запоріжжя. Солдат, розвідник глибинної розвідки 74 ОРБ. Закінчив «Класичний приватний ліцей», здобув вищу освіту за спеціальністю «Правознавство» та кваліфікацію магістра права. На службі в ЗС України — з 2019 року. Залишилися батьки та сестра. | 11 вересня 2021   | Загинув в районі проведення ООС внаслідок смертельних осколкових поранень, що дістав під час артилерійського обстрілу позицій ЗС України російськими військами. Похований на Алеї захисників (парк Металургів) в м. Запоріжжі. |
| 4505     |                  | Голуб Артур Володимирович                             | 13 квітня 1994, 27 років, с. Малин Коростенський район Житомирська область. Матрос, водій підрозділу 503 ОБМП ВМС ЗС України. Здобував вищу освіту в НУБіП України, але пішов захищати Батьківщину. В 503 ОБМП проходив службу більш аніж півтора року. Залишилася мати, молодший брат та дитина. | 12 вересня 2021   | Загинув поблизу селища Верхньоторецьке на Донеччині в результаті влучення ворожої ракети ПТРК у вантажівку, якою він кермував. Похований на Городищанському кладовищі в с. Малині. |
| 4506     |                  | Чепурний Валентин Валерійович                         | 34 роки, мешканець смт Високопілля Бериславський район Херсонська область. Сержант, військовослужбовець 17 ОМПБ «Кіровоград» 57 ОМПБр. На військовій службі у ЗС України — з 2015 року. Залишилися мати та син. | 12 вересня 2021   | Загинув на західній околиці с. Кримське на Луганщині в результаті мінометного обстрілу з боку російських окупаційних військ. Напередодні, 11.09.2021 року, у військовослужбовця офіційно завершився термін контракту. Під час збору речей, отримання розрахунку та прощання з побратимами, взяв на себе убивчий удар осколків від міни 120-го калібру, яка впала зовсім поруч. Похований в смт Високопілля. |
| 4507     |                  | Данилів Дем'ян Петрович                               | 12 серпня 1997, 24 роки, с. Рудники Стрийський район Львівська область. Старший солдат, командир механізованого відділення 17 ОМПБ «Кіровоград» 57 ОМПБр. Здобув професію «Оглядач ремонтник вагонів» у Львівському міжрегіональному ВПУ залізничного транспорту. Заочно навчався на ІІ курсі історичного факультету Дрогобицького державного педагогічного університету імені Івана Франка. На військовій службі у ЗС України — з 2014 року. Залишилися матір, дві сестри та троє братів.                                                                | 13 вересня 2021   | Загинув в результаті кульового поранення голови під час ворожого обстрілу в ході виконання бойового завдання поблизу с. Причепилівки на Луганщині. Похований в с. Рудники. |
| 4508     |                  | Аксьонов Віктор Анатолійович                          | 25 квітня 1972, 49 років, м. Ватутіне Звенигородський район Черкаська область. Старший сержант, військовослужбовець 81 ОАЕМБр. В 1991 році закінчив навчання в Ватутінському СПТУ № 2, здобувши спеціальність водія-автослюсаря. На військовій службі за контрактом в ЗС України, безпосередньо в районі АТО/ООС, перебував декілька років. Залишилися мати, сестра, дружина та діти. | 20 вересня 2021   | Помер в районі проведення ООС в результаті ішемічної хвороби серця (інфаркту). Похований на міському кладовищі м. Ватутіне. |
| 4509     |                  | Молостов Віктор Михайлович                            | 13 грудня 1971, 49 років, Вологодська область, РФ. Мешканець с. Новоолександрівка Красноградський район Харківська область. Старший солдат, командир бойової машини підрозділу 54 ОМБр. Здобув професії тракториста, водія і комбайнера. На військову службу до ЗС України був призваний за частковою мобілізацією в 2015 році. Залишилися дружина, донька та син. | 26 вересня 2021   | Загинув під час виконання бойового завдання у смузі відповідальності ОТУ «Схід» в результаті підриву на ворожому невідомому пристрої. Похований в с. Новоолександрівка Сахновщинської селищної ради. |
| 4510     |                  | Стрижак Олексій Володимирович («Браконьєр»)           | 6 липня 1982, 39 років, м. Кривий Ріг Дніпропетровська область. Мешканець м. Зеленодольськ Дніпропетровська область. Молодший сержант, бойовий медик 1-ї роти 1-го батальйону 25 ОПДБр. До служби в ЗС України — працював електромонтером у компанії ДТЕК та на Криворізькій ТЕС в м. Зеленодольську. На війні — з 2015 року, в 25 ОПДБр — з 2017 року. | 30 вересня 2021   | Загинув в районі проведення ООС поблизу селища Кам'янка в результаті отримання смертельного осколкового поранення під час ворожого обстрілу з боку тимчасово окупованого м. Ясинувата. Похований в м. Зеленодольську. |
| Жовтень  |                  |                                                       | |                   | |
| 4511     |                  | Халіков Георгій Журович                               | 24 березня 1970, 51 рік, смт Березине Болградський район Одеська область. Мешканець с. Тищенки Шишацький район Полтавська область. Майстер-сержант підрозділу 93 ОМБр. До війни працював у правоохоронних органах, в ЗС України — з 2016 року. Залишилися троє синів. | 26 жовтня 2021    | Загинув в результаті артилерійського обстрілу позицій ЗС України у смузі відповідальності ОТУ «Схід» поблизу с. Гранітне. Похований в смт Березине на Одещині. Пам’ять військовослужбовця вшановано меморіальною дошкою на Меморіальному комплексі в смт Тарутине на Одещині. |
| 4512     |                  | Рачугін Віктор Анатолійович                           | 31 січня 1985, 36 років, м. Запоріжжя. Старший солдат, старший оператор відділення протитанкового взводу 17 ОТБр. На військовій службі в ЗС України — з березня 2021 року. Залишилися мати, сестра та десятирічний син. | 27 жовтня 2021    | Загинув при виконанні бойового завдання в результаті кульового поранення під час ворожого обстрілу в районі смт Новотошківське на Луганщині. Похований на Алеї Захисників кладовища Святого Миколая в м. Запоріжжі. |
| Листопад |                  |                                                       | |                   | |
| 4513     |                  | Єлисєєв Сергій Валерійович («Лютий»)                  | 17 січня 1990, 31 рік, мешканець м. Дніпро. Сержант, командир бойової машини — командир відділення підрозділу 128 ОГШБр. На військовій службі в ЗС України — з 2015 року, спочатку проходив службу в 93 ОМБр, в 128 ОГШБр — з 2019 року. Залишилися батьки, дружина та син. | 2 листопада 2021  | Загинув в результаті смертельного кульового поранення зі снайперської зброї під час обстрілу позицій бригади поблизу с. Павлополя на Донеччині. Похований у м. Дніпрі на Алеї Героїв Краснопільського цвинтаря. |
| 4514     |                  | Алхімова Тетяна Вікторівна                            | 26 квітня 1997, 24 роки, с. Козачі Лагеря Херсонська область. Молодший сержант, командир відділення безпілотних авіаційних комплексів взводу безпілотних авіаційних комплексів розвідувальної роти 57 ОМБр. В 2019 році отримала вищу освіту в Херсонському державному університеті та ступінь «бакалавр» за напрямком підготовки «туризм». На військовій службі в 57 ОМБр — з 16 серпня 2019 року. Спочатку проходила службу на посаді радіотелефоніста, згодом була переведена на посаду зовнішнього пілота (оператора).                                | 6 листопада 2021  | Застрелилася з табельної зброї у військовій частині у селі Муратове (Новоайдарський район) Луганської області. Похована у м. Новій Каховці, на Алеї Слави. |
| 4515     |                  | Павлисько Віталій Миколайович                         | 29 листопада 1973, 47 років, Яворів Львівська область. Головний сержант 7-ї механізованої роти 3-го механізованого батальйону 24 ОМБр. Брав участь у бойових діях з 2015 року. Залишились батьки, дружина, син та донька. | 7 листопада 2021  | Загинув близько 14:00 в результаті поранень, отриманих під час розриву ворожої 120 мм міни на бойових позиціях поблизу с. Новозванівки на Луганщині. Похований на Новому цвинтарі в м. Яворові. |
| 4516     |                  | Феняк Володимир Анатолійович                          | 34 роки, с. Йосипівка Вільшанський район Кіровоградська область. Молодший сержант, командир відділення взводу управління протитанкової артилерійської батареї 40 ОАБр. До ЗС України був призваний за частковою мобілізацією в 2014 році. Надалі перейшов на військову службу за контрактом. Залишилися батьки, брат та сестра. | 10 листопада 2021 | Згідно з посиланням на повідомлення Кіровоградського обласного територіального центру комплектування та соціальної підтримки, військовослужбовець помер о 01:50 в районі проведення операції Об'єднаних сил поблизу м. Бахмута в результаті тромбоемболії легеневої артерії. Поховання 12 листопада в с. Йосипівці. |
| 4517     |                  | Прусов Руслан Халілович                               | 44 роки. Полковник, заступник командира бригади — начальник повітряно-десантної служби 79 ОДШБр. Залишилися дружина та донька. | 12 листопада 2021 | Загинув під час виконання бойового завдання в результаті підриву автомобіля на ворожому невідомому вибуховому пристрої поблизу с. Нижньотеплого на Луганщині. Похований на Почесному секторі Мішковського кладовища в м. Миколаєві. |
| 4518     |                  | Федосєєв Вадим Вікторович                             | 51 рік. Майстер-сержант, військовослужбовець 79 ОДШБр. | 12 листопада 2021 | Загинув під час виконання бойового завдання в результаті підриву автомобіля на ворожому невідомому вибуховому пристрої поблизу с. Нижньотеплого на Луганщині. Похований на Почесному секторі Мішковського кладовища в м. Миколаєві. |
| 4519     |                  | Фахруддінов Олександр                                 | 24 роки. Патрульний поліцейський Луганської області. В органах внутрішніх справ працював — з 2017 року. Залишилась мати. | 16 листопада 2021 | Був вбитий пострілом з табельної зброї під час під час виконання службових обов'язків в м. Рубіжному на Луганщині. В ході розслідування злочину було встановлено, що вбивство поліцейського скоїв його колега, який був затриманий приблизно в 60 км від місця злочину, в м. Старобільську. |
| 4520     |                  | Мрачковський Уберт Валерійович                        | 33 роки, мешканець м. Хмельницький. Старший солдат, снайпер підрозділу 8 ОПспП. У 2006 році був призваний на строкову військову службу до 80 оаемп. В 2014 році брав участь у боях за Савур-Могилу у складі 51 ОМБр, був поранений, проте після одужання повернувся на фронт. Брав участь у боях за Дебальцеве у складі 128 ОГШБр. За мужність, сумлінне та бездоганне служіння Українському народу, зразкове виконання військового обов'язку 03.11.2015 року був нагороджений орденом «За мужність» III ступеня. Залишилися мати, дружина та двоє дітей. | 19 листопада 2021 | Загинув в результаті кульового поранення під час обстрілу з боку російських найманців в районі с. Причепилівки на Луганщині. Похований на Алеї Слави на цвинтарі у мікрорайоні Ракове м. Хмельницького. |
| 4521     |                  | Абразовський Руслан Валерійович                       | 18 лютого 1977, 45 років, смт Літин Вінницька область. Майор, начальник відділення командного пункту 93 ОМБр. У 1998 році закінчив Військовий інженерний інститут при Подільській державній аграрно-технічній академії. За час війни пройшов шість тривалих ротацій в районі проведення АТО/ООС, кожна з яких була понад вісім місяців на фронті. | 20 листопада 2021 | Помер в Обласній клінічній лікарні ім. І. І. Мечникова (м. Дніпро), до якої він був доставлений із зони проведення ООС (причина смерті — не повідомляється). Похований в смт Літин. |
| 4522     |                  | Полторацький Олексій Володимирович («Бухгалтер»)      | Мешканець м. Павлоград. Старший солдат 74 ОРБ. Пішов добровольцем на фронт у 2015 році, служив у 5 ОБ ДУК ПС, потім на контракті у 108 окремому гірсько-штурмовому батальйоні. Залишились мати з батьком. | 22 листопада 2021 | Помер в районі проведення ООС в результаті зупинки серця. Похований на кладовищі Сосновці. |
| 4523     |                  | Алхаслі Алі Наіб                                      | 22 січня 1992, Баку Азербайджан. Мешканець м. Харкова. Старший солдат, старший оператор 2-го протитанкового відділення протитанкового взводу роти вогневої підтримки мотопіхотного батальйону 54 ОМБр. На військовій службі в ЗС України — з 2018 року. До служби був активним спортсменом, професійно займався бойовими мистецтвами. Залишилися мати та дружина. | 26 листопада 2021 | Загинув близько 16:00 на бойовому чергуванні в районі с. Новомихайлівки від кулі ворожого снайпера. Похований на Алеї Слави в м. Харкові. |
| Грудень  |                  |                                                       | |                   | |
| 4524     |                  | Геровкін Валерій Євгенович («Гера»)                   | 21 липня 1999, 22 роки, м. Краматорськ Донецька область. Солдат, військовослужбовець 93 ОМБр. Мав середню спеціальну освіту. На військовій службі в ЗС України — з вересня 2020 року, в 93 ОМБр — проходив військову службу близько року. В районі проведення ООС перебував на першій ротації. Залишилися батьки. | 1 грудня 2021     | Загинув ввечері на спостережному посту поблизу смт Новотроїцького в результаті ворожого обстрілу. Похований в м. Краматорську. |
| 4525     |                  | Україна                                               | 1989, 32 роки. Лейтенант, начальник групи інформаційно-телекомунікаційного вузла військової частини ЗС України (підрозділ не уточнено). | 2 грудня 2021     | Згідно з повідомленням Спецпрокуратури у військовій та оборонній сфері об'єднаних сил, військовослужбовець був виявлений без ознак життя за місцем свого фактичного мешкання в Донецькій області. За фактом загибелі військовослужбовця, здійснюється процесуальне керівництво у кримінальному провадженні за ч. 1 ст. 115 КК України з приміткою «самогубство». Розглядаються також інші версії, у тому числі — умисне вбивство, доведення до самогубства. |
| 4526     |                  | Ниров Руслан Хамедбійович                             | 10 червня 1986, 35 років, мешканець c. Семенівка Львівська область. Військовослужбовець 128 ОГШБр. Залишилися дружина, мати та дві сестри. | 5 грудня 2021     | Згідно з повідомленнями Пустомитівської міської ради та голови Львівської ОДА, військовослужбовець загинув в зоні проведення ООС (місце, обставини та причина смерті — не повідомляються). Похований за військовим церемоніалом в с. Семенівці. |
| 4527     |                  | Україна                                               | 1995, 26 років, с. Семенівка Дніпропетровська область. Молодший сержант військової служби за контрактом, старший ВОП 21 ОБрОГП. | 12 грудня 2021    | Згідно з повідомленням Спецпрокуратури у військовій та оборонній сфері об'єднаних сил, попередньо встановлено, що військовослужбовець покінчив життя самогубством шляхом пострілу в голову з ввіреної йому штатної зброї за місцем несення військової служби у зоні проведення ООС на території Волноваського району Донецької області. За фактом загибелі військовослужбовця було розпочато кримінальне провадження за ч. 1 ст. 115 КК України. Розглядаються також інші версії, у тому числі — умисне вбивство, доведення до самогубства та порушення правил поводження зі зброєю. |
| 4528     |                  | Лисий Григорій Леонідович                             | 10 травня 1995, 26 років, с. Гіржове Роздільнянський район Одеська область. Молодший сержант, командир машини 1 мотопіхотного відділення мотопіхотного взводу 3 мотопіхотної роти 23 ОМПБ 56 ОМПБр. Також проходив військову службу на посаді старшого стрільця підрозділу 133 окремого батальйону охорони та обслуговування ОК «Схід». | 12 грудня 2021    | Згідно з повідомленням місцевих органів влади, військовослужбовець загинув (помер) при виконанні службових обов'язків по захисту Батьківщини у зоні проведення ООС (місце, обставини та причина смерті — не повідомляються). |
| 4529     |                  | Запорожець Станіслав Олександрович («Румун»), («Зеп») | 30 років, м. Лисичанськ Луганська область. Старший солдат, військовослужбовець 74 ОРБ. В ЗС України — з 2019 року. Залишилася мати й молодший брат. | 16 грудня 2021    | Загинув ввечері, на позиції поблизу с. Павлопіль Волноваського району на Донеччині в результаті смертельного кульового поранення, завданого російським снайпером. Похований в м. Новодружеськ. |
| 4530     |                  | Гаврик Сергій Іванович                                | 14 грудня 1999, 22 роки, смт Білозерка Херсонська область, мешканець с. Станіслав. Військовослужбовець військової служби за контрактом (підрозділ не уточнено). | 22 грудня 2021    | Згідно з повідомленням Луганської спеціалізованої прокуратури у військовій та оборонній сфері об'єднаних сил, тіло військовослужбовця без ознак життя було виявлено на ВОП в Луганській області. Похований в с. Станіславі. |
| 4531     |                  | Україна                                               | 1985, 36 років, м. Запоріжжя. Старший солдат, старший оператор протитанкового відділення роти вогневої підтримки (підрозділ не уточнено). | 28 грудня 2021    | Згідно з повідомленням Спеціалізованої прокуратури у військовій та оборонній сфері об'єднаних сил, тіло військовослужбовця без ознак життя було виявлено на позиції опорного спостережного пункту однієї з військових частин, що дислокується в Бахмутському районі Донецької області. Слідчо-розшуковими заходами встановлено, що відбувалося приховування вбивства, а смертельні вогнепальні поранення потерпілому наніс зі стрілецької автоматичної зброї його співслужбовець. |
| 4532     |                  | Лященко Михайло Георгійович                           | 6 травня 1967, 55 років, мешканець м. Нова Каховка Херсонська область. Військовослужбовець військової служби за контрактом 57 ОМПБр. | 30 грудня 2021    | Згідно з повідомленням пресслужби Каховської міськради, військовослужбовець помер від серцевого нападу в зоні проведення ООС. Похований 5 січня 2022 року з військовими почестями на Алеї Слави в м. Нова Каховка. |
| 4533     |                  | Богуславський Станіслав Андрійович                    | 23 січня 1998, 23 роки, м. Новомосковськ Дніпропетровська область. Молодший сержант, військовослужбовець 25 ОПДБр. В ЗС України — з літа 2017 року. Залишилася мати. | 31 грудня 2021    | Загинув під час ворожого обстрілу зі стрілецької зброї позицій ЗС України в районі м. Авдіївки. Похований на Алеї Слави у м. Новомосковську. |

## Втрати силових структур в тилу під час війни
Зварич Михайло Ігорович, 39 років, с. Струтин Золочівський район Львівська область. Учасник АТО/ООС. Солдат, кухар підрозділу 14 ОМБр. Брав участь у чотирьох ротаціях в районах проведення ООС. 30.06.2021 року повернувся до військової частини у м. Володимир-Волинський. Знепритомнів на вулиці в результаті інсульту, реанімобілем був перевезений до м. Львова. Помер через чотири дні перебування у лікувальному закладі. Похований в с. Струтин.
 Лижечко Дмитро Іванович, мешканець м. Бурштин Івано-Франківська область. Учасник АТО/ООС. Боєць 1 окремої штурмової роти ДУК ПС. Загинув 19 липня в ДТП у м. Бурштині.
 Томчак Олег Васильович, мешканець м. Бар Жмеринський район Вінницька область. Учасник АТО/ООС. Підполковник, військовий комісар Барського районного територіального центру комплектування та соціальної підтримки у Вінницькій області. Неодноразово брав участь в АТО, нагороджений медалями та нагородами вищестоящого командування. Про смерть офіцера повідомив Вінницький обласний територіальний центр комплектування та соціальної підтримки (місце, обставини та причина смерті — не повідомляються).
 Олекса Роман Ігорович, 24 роки, мешканець с. Завишень Червоноградський район Львівська область. Учасник АТО. Військовослужбовець Національної гвардії України. 28 вересня на полігоні біля Києва під час виконання вправи військовослужбовець отримав тяжкі травми, його доставили до лікарні, але отримані травми виявилися несумісні з життям. Похований в м. Сокалі.
 Манжос Олександр Володимирович, мешканець м. Пологи Запорізька область. Учасник АТО/ООС. Підполковник, районний військовий комісар Пологівського районного Центру комплектування та соціальної підтримки. Свого часу закінчив Одеське артилерійське училище, на військовій службі у ЗС України — майже 29 років. Помер о 07:50, 10 жовтня, в результаті захворювання, викликаного коронавірусною інфекцією. Залишилися дружина та два сини. Похований в Полтавській області.
 Гургула Тарас Богданович, 21.03.1983, м. Червоноград Львівська область. Учасник АТО/ООС у складі 80 ОДШБр. Після демобілізації продовжив службу за контрактом у 24 ОМБр. До служби в ЗС України працював на шахтах «Межирічанська», «Зарічна», «Надія» та копальні «Лісова». Помер 24 жовтня під час виконання обов'язків військової служби від серцевої недостатності. Похований в м. Червонограді.
 Писаренко Геннадій Анатолійович, 14.12.1968, мешканець м. Дніпро. Молодший сержант, водій 2 пошукового відділення групи транспортування та пошуку тіл загиблих військовослужбовців Центр забезпечення заходів цивільно-військового співробітництва ЗС України, гуманітарного проєкту ЗС України «Евакуація 200», який займається перевезенням загиблих військовослужбовців з району проведення операції Об'єднаних сил. Учасник бойових дій в ДРА. Брав участь у формуванні батальйону «Січеслав» та полку «Дніпро-1». Обіймав посаду обозного у Новокодацькій сотні Кодацької паланки Війська Запорозького Низового. Помер близько 21:10, 9 листопада, на АЗС «WOG» у м. Пирятині під час транспортування тіла загиблого військовослужбовця 24 ОМБр головного сержанта Павлисько В. М. з району проведення ООС до місця поховання у Львівську область. За попередньою інформацією, причиною смерті стала гостра серцева недостатність. Похований на кладовищі в м. Дніпро. Згідно з указом Президента України № 25/2022 від 21 січня 2022 року «Про відзначення державними нагородами України» нагороджений орденом «За мужність» III ступеню (посмертно).
 Сахібгарієв Альберт Жовдатович, 20.08.1983, мешканець смт Сосниця Чернігівська область. Учасник АТО/ООС. Молодший сержант військової служби за контрактом спецвідділу ВСП у ЗС України («Сармат»). 27.12.2021 року, приблизно о 04.00, автомобілем швидкої допомоги був доставлений до КНП «Сосницька лікарня» Сосницької селищної ради Чернігівської області, зі скаргами на високу температуру тіла (39,5 С) та важке дихання (сатурація 30 %). Військовослужбовця було підключено до апарату ШВЛ. 27 грудня, близько 10.30, військовослужбовець помер. Попередня причина смерті — «двостороння пневмонія».
 Колинько Олег Геннадійович, 30.10.1974, м. Ізюм Харківська область. Капітан, заступник командира медичної роти з морально-психологічного забезпечення 25 ОПДБр. Помер 31 грудня у військовому госпіталі м. Дніпро (причина смерті — не повідомляється). Поховання 3 січня 2022 року в м. Дніпрі.

## Померлі демобілізовані учасники АТО/ООС

### Липень
Бондаренко Сергій, 48 років, мешканець м. Кременчук Полтавська область. Учасник АТО. До ЗС України був призваний за частковою мобілізацією 30.01.2015 року. Помер 2 липня (місце та причина смерті — не повідомляються). Залишились мати, дружина, син та брат. Похований в с. Наливайка на Кіровоградщині.
 Пустовойтов Василь Сергійович, 32 роки, мешканець м. Кременчук Полтавська область. Учасник АТО. До ЗС України був призваний за частковою мобілізацією 17.12.2014 року. Проходив службу патрульним поліції у батальйоні патрульної поліції м. Кременчука. Помер 6 липня в результаті тяжкої хвороби. Залишилися батьки та брат. Похований на Свіштовському кладовищі в м. Кременчуці.
 Погорєлов Володимир Олександрович, 1989 р.н., мешканець м. Знам'янка Кіровоградська область. Учасник АТО. До ЗС України був призваний за частковою мобілізацією в ході другої хвилі. Помер 8 липня вдома (причина смерті — не повідомляється). Похований в м. Знам'янці.
 Москович Юрій Іванович, 17.06.1990, с. Колядинець Роменський район Сумська область. Учасник АТО. Помер 12 липня в результаті хвороби, похований в с. Колядинець.
 Череватий Олександр Миколайович, мешканець м. Українка Обухівський район Київська область. Старший солдат, учасник АТО. Помер 16 липня (причина смерті — не повідомляється), похований в м. Українці.
 Матуляк Станіслав, мешканець м. Енергодара Василівський район Запорізька область. Учасник АТО. Проходив військову службу у складі 23 ОМПБ «Хортиця». Загинув в ДТП 18 липня в м. Енергодарі.
 Яцух Олег Вікторович, 43 роки, мешканець м. Овруча Житомирська область. Учасник АТО. До ЗС України був призваний за частковою мобілізацією у березні 2015 року, проходив військову службу у складі 30 ОМБр. З війни повернувся з інвалідністю. Помер о 17 годині 18 липня внаслідок серцевого нападу.
 Павленко Євген, 08.07.1983, Німеччина. Мешканець м. Львова. Учасник АТО. Був бакалавром військових наук. Брав участь у Революції Гідності. З 14.06.2018 року був керівником ГО «Бойове товариство учасників бойових дій — 333». Також був членом Координаційної Ради учасників бойових дій при Львівській ОДА та членом Громадської Ради Львівської ОДА. Помер в результаті важкого захворювання.

### Серпень
Дейдей Степан, 25 років, мешканець Єзупільської селищної об'єднаної територіальної громади Тисменицький район Івано-Франківська область. Учасник АТО. Брав участь у бойових діях в період 2018—2019 років. Загинув 1 серпня в автомобільній аварії у Литві.
 Павлів Петро, 39 років, мешканець м. Львова. Учасник АТО. Брав участь у бойових діях в період 2014—2015 років у складі 24 ОМБр. Згідно з повідомленням Львівського центру надання послуг учасникам бойових дій, передчасно помер (місце та причина смерті — не повідомляються). Похований у м. Львові.
 Арсієвич Валентин, 25 років, Аджамка Кропивницький район Кіровоградська область. Учасник АТО. Старший сержант, з військової служби звільнився у 2017 році. Передчасно помер (місце та причина смерті — не повідомляються). Похований в с. Аджамці.
 Малько Олексій Іванович, 40 років, мешканець м. Кременчука Полтавська область. Учасник АТО. До ЗС України був призваний за частковою мобілізацією 12.05.2015 року. Передчасно помер (місце та причина смерті — не повідомляються). Поховання 7 серпня в м. Кременчуці.
 Смик Леонід Олексійович, мешканець смт Рокитного Рівненська область. Учасник АТО з 2014 року. Брав участь у бойових діях у складі 128 ОГШБр. Загинув 6 серпня (місце та причина смерті — не повідомляються). Похований у смт Рокитному.
 Шиманський Олег («Шаман»), мешканець смт Романів Житомирська область. Учасник АТО. До ЗС України був призваний за частковою мобілізацією у 2014 році, брав участь у бойових діях у складі 28 ОМБр. Був музикантом і актором місцевого Будинку культури. Помер 6 серпня в результаті наслідків важкого захворювання. Похований 7 серпня в смт Романіві.
 Мельник Павло, 22.06.1985, мешканець Львівської області. Учасник АТО. До ЗС України був призваний за частковою мобілізацією у 2014 році, демобілізований — у 2016 році. Помер 15 серпня (місце та причина смерті — не повідомляються). Залишилися дружина, дочка, мама, брат та сестра.
 Славетний Роман Іванович, 31 рік, мешканець Козівської селищної громади Тернопільська область. Учасник АТО/ООС у складі 59 ОМПБр. Загинув у ніч на 16 серпня в ДТП, працюючи в фірмі, яка будує дороги на Тернопільщині.
 Довгаль Зорислава Василівна, 49 років, мешканка м. Кременчук Полтавська область. Учасник АТО. Проходила військову службу у складі 92 ОМБр та 107 РЕАБр. Знайдена мертвою 17 серпня з ознаками насильницької смерті на дні колодязя, розташованого на території власного домогосподарства. Похована на Свіштовському кладовищі в м. Кременчуці.
 Панкєєв Сергій Олександрович, мешканець м. Нікополь Дніпропетровська область. Учасник АТО. Передчасно помер 17 серпня (причина смерті — не повідомляється). Похований в Нікополі.
 Черниш Ігор Володимирович, 46 років, мешканець м. Дніпро. Учасник АТО/ООС у складі 20 ОМПБ 93 ОМБр. Передчасно помер 19 серпня (причина смерті — не повідомляється). Похований на Краснопільскому кладовищі м. Дніпра.
 Васько Владислав Валерійович, 1989 р.н., мешканець м. Запоріжжя. Учасник АТО у складі 37 ОМПБ 56 ОМПБр. Помер 24 серпня в результаті важкого захворювання.
 Петраківський Олександр Петрович, 04.06.1988, м. Житомир. Герой України. Учасник АТО у складі 8 ОПСпП. Підполковник. Навчався в Академії сухопутних військ імені гетьмана Петра Сагайдачного (м. Львів) на факультеті аеромобільних військ за спеціальністю «Бойове застосування та управління діями аеромобільних підрозділів», яку закінчив у 2009 році. Ще до вступу до військового вишу здійснив понад 100 стрибків з парашутом. 20 липня 2014 року розвідувальна група під його керівництвом, забезпечуючи проходження колони техніки Збройних Сил та сил добровольчого батальйону «Айдар» до аеропорту Луганська, виявила засідку в районі міста Щастя і вступила у бій, що дозволило забезпечити проходження колони запасним шляхом. В ході бою отримав важке поранення голови, однак продовжував керувати діями групи, виносив поранених у безпечне місце. З 2014 року був прикутий до ліжка. Проходив лікування у Львові, Польщі, в Ізраїлі та США (госпіталь у Х'юстоні). У червні 2018 проходив складну реабілітацію у Науково-практичному центрі нейрореабілітації «Nodus» (Бровари). Помер 29 серпня після тривалої боротьби за життя.
 Буяк Ярослав Євгенович, 03.04.1964, м. Тернопіль. Учасник АТО в період з 2015—2017 років. Відомий журналіст, працював редактором у різних виданнях. Від 2009 року — головний редактор книжкового видавництва «Новий колір». Помер 30 серпня у лікарні м. Тернополя (причина смерті — не повідомляється). Був знайдений родичами у морзі тільки 23 вересня. Похований на міському кладовищі у с. Довжанці.
 Новічонок Анатолій, 51 рік, мешканець м. Калуша Івано-Франківська область. Учасник АТО у складі 4 ОМБ 24 ОМБр. Загинув увечері 31 серпня в результаті вибуху ручної гранати в помешканні свого батька.

### Вересень
Пастухов Сергій Федорович, 14.08.1956, мешканець м. Нікополя Дніпропетровська область. Учасник АТО. Майор у відставці. У 1984 році закінчив навчання у Донецькому вищому військово-політичному училищі. З 2001 по 2013 рік — працював у Нікопольській міській раді. З 2015 до 2018 року — проходив військову службу у Нікопольському об'єднаному міському військовому комісаріаті, де продовжив працювати й після звільнення з військової служби на посаді головного спеціаліста командування (соціолога). Помер в м. Нікополі (причина смерті — не повідомляється).
 Бартошук Олег Миколайович, 06.01.1977, мешканець с. Борочиче Горохівський район Волинська область. Учасник АТО у складі 1 ОМПБ «Волинь». У 2014—2015 роках брав безпосередню участь у боях з ворогом поблизу населених пунктів Дебальцеве та Новогородське на Донеччині. Похований 7 вересня в с. Борочиче (причина смерті — не повідомляється). Залишилися дружина та дві доньки.
 Мегера Валерій Дмитрович, 58 років, с. Стрілецький Кут Кіцманський район Чернівецька область. Учасник АТО. Військовий медик. У 2014 році був призваний за частковою мобілізацією до ЗС України. На той час — навчався в медичному інституті, тож став військовим медиком та протягом 4 років рятував життя людей. Додому повернувся, отримавши контузію. Похований 9 вересня в с. Стрілецький Кут (причина смерті — не повідомляється).
 Маланич Іван Миколайович, 10.07.1976, мешканець м. Львова. Учасник АТО у складі 80 ОДШБр. Лейтенант запасу, у 2014 році, разом зі своїм братом-близнюком брав участь в обороні міста Щастя та Луганської ТЕС. Був нагороджений орденом «За мужність» III ступеня. Раптово помер 13 вересня (причина смерті — не повідомляється). Поховання 15 вересня на полі Почесних поховань Личаківського цвинтаря у м. Львові.
 Тарасов Сергій, мешканець м. Вінниці. Учасник АТО. В останній час працював на посаді головного спеціаліста відділу взаємодії з ветеранами війни управління у справах ветеранів Департаменту соцполітики Вінницької ОДА. Помер 14 вересня в результаті невиліковної хвороби. Похований в м. Вінниці.
 Кавлак Олексій Іванович («Змій»). Учасник АТО/ООС. Старший інструктор патріотичної організації «Український легіон», інструктор 44-го Навчального центру тактичної медицини, командир взводу Київської Святошинської роти. Керівник і засновник тренінг-центру «Aid Brothers», завданнями якого було проведення в містах України та на передовій тренінгів та майстер-класів для активістів цивільної оборони, правоохоронців, рятувальників, військових та громадян з невідкладної допомоги, реанімації, контролю кровотеч та евакуації потерпілих. Загинув близько 09:00, 15 вересня, в результаті вибуху легкового автомобіля на проспекті Богдана Хмельницького в м. Дніпрі, в якому він перебував разом з начальником відділу зв'язків зі ЗМІ та роботи з громадськістю ГУ ДСНС у Дніпропетровській області Дар'єю Гречіщевою, яка також загинула на місці. Похований 17 вересня на Білому кладовищі в с. Білогородці на Київщині. За фактом події відомості внесено до ЄРДР за ч. 3 ст. 258 («Терористичний акт») КК України. СБУ проводить відповідні слідчі дії з метою встановлення всіх обставин вибуху та осіб, причетних до нього.
 Сивка Олексій, 26 років, смт Лужани Кіцманський район Чернівецька область. Учасник АТО/ООС у складі підрозділу НГУ. Загинув в результаті смертельної травми, яку отримав на будівництві. Залишилася дружина. Похований в смт Лужани.
 Мандзій Андрій Ігорович, 11.12.1975, мешканець м. Дрогобича Львівська область. Учасник АТО/ООС у складі підрозділу 54 ОМБр. Старший солдат запасу. Помер 17 вересня після короткотривалої хвороби у Львівському обласному госпіталі інвалідів війни та репресованих імені Юрія Липи. Похований на новому кладовищі у м. Дрогобичі.
 Стефурак Василь Іванович, 02.11.1958, с. Дебеславці Коломийський район Івано-Франківська область. Учасник АТО. Молодший сержант підрозділу 80 ОДШБр, проходив військову службу в 2015—2016 роках. Помер 19 вересня (причина смерті — не повідомляється). Похований в с. Дебеславцях.
 Дудич Володимир Іванович, мешканець с. Гірського Стрийський район Львівська область. Учасник АТО. Депутат Миколаївської міської ради, VIII демократичного скликання, член постійної депутатської комісії з питань землеустрою, містобудування, лісових та водних ресурсів, будівництва, благоустрою та охорони навколишнього середовища. Був сільським головою трьох скликань в с. Гірське, вчителював. У міській раді був представлений від ВО «Батьківщина». Помер 29 вересня (причина смерті — не повідомляється).

### Жовтень
Попадич Василь Миколайович, 25 років, мешканець м. Надвірна Івано-Франківська область. Учасник АТО/ООС у складі 109 ОГШБ 10 ОГШБр. В ніч з 8 на 9 жовтня під час конфлікту біля нічного магазину в м. Надвірній отримав ножові поранення в груди, помер 10 жовтня в реанімації. Залишилися брат, мати і бабуся. Похований в м. Надвірній.
 Крупий Руслан, мешканець с. Почапи Золочівський район Львівська область. Учасник АТО/ООС. Похований 12 жовтня в с. Почапи (причина смерті — не повідомляється).
 Лукомський Віталій, мешканець м. Козятина Хмільницький район Вінницька область. Учасник АТО. Був одружений, сиротами залишились двоє синів. Похований 15 жовтня в Козятині (причина смерті — не повідомляється).
 Чекалов Олександр Юрійович («Лєнін»), 11.11.1963, Луганськ. Мешканець смт Станиця Луганська Луганська область. Учасник АТО у складі батальйону «Айдар». Активний учасник Революції гідності. Один зі співзасновників та керівник підрозділу аеророзвідки батальйону «Айдар». На війні — з травня 2014 року. Завершив службу в зв'язку з проблемами зі здоров'ям. Керівник підрозділу «Правого сектору» Станиці Луганської. Помер в результаті важкої хвороби COVID-19. Похований на Пшеничному кладовищі смт Станиця Луганська.
 Сень Віталій, 60 років, мешканець м. Дубно Рівненська область. Учасник АТО у складі 66-го мобільного військового шпиталю. Бойовий медик, займався доправленням поранених до шпиталю і вивезенням 200-х з полів бою. В 2021 році був звільнений зі ЗС України по досягненню пенсійного віку. Загинув вночі в ДТП на трасі Київ-Чоп у Житомирському районі. Похований 19 жовтня у м. Дубно.
 Сафронов Андрій, 45 років, мешканець м. Дубно Рівненська область. Учасник АТО, колишній військовослужбовець. Трагічно загинув в районі залізничного вокзалу м. Дубно в результаті нанесених йому тяжких тілесних ушкоджень. Похований 19 жовтня у м. Дубно.
 Мельник Вячеслав Васильович, 28 років, мешканець м. Бар Вінницька область. Учасник АТО. Інформацію про смерть учасника бойових дій 18 жовтня розповсюдило громадське об'єднання «Барське об'єднання ветеранів АТО та волонтерів» (причина смерті — не повідомляється). Похований у м. Бар.
 Мамчур Анатолій («Берія»), мешканець м. Рівного. Учасник АТО. Доброволець, начальник штабу (2016—2018 роки) ОЛПЗ «Волинь» УДА. Раптово помер (причина смерті — не повідомляється). Похований 20 жовтня у м. Рівному.
 Здерка Олександр Михайлович, с. Підгір'я Богородчанський район Івано-Франківська область. Учасник АТО. Передчасно помер (причина смерті — не повідомляється).
 Арнаутов Сергій, 1973 р.н., мешканець м. Мелітополь Запорізька область. Учасник АТО/ООС з 2015 по 2020 роки у складі 72 ОМБр та 53 ОМБр на посаді командира відділення. Помер 22 жовтня (причина смерті — не повідомляється). Похований 23 жовтня в м. Мелітополі.
 Булкот Петро Вікторович, 48 років, мешканець м. Монастирище Уманський район Черкаська область. Учасник АТО. На військову службу до ЗС України був призваний за частковою мобілізацією у березні 2015 року. Брав участь у бойових діях в Донецькій та Луганській областях, був розвідником. Помер 24 жовтня в результаті важкої хвороби.
 Бичнік Віктор Павлович, 46 років, мешканець м. Кременчук Полтавська область. Учасник АТО. На військову службу до ЗС України був призваний за частковою мобілізацією 13.08.2014 року. Помер 25 жовтня (причина смерті — не повідомляється). Залишились мати, брат, донька та дружина. Похований на Алеї Слави Свіштовського кладовища в м. Кременчуці.
 Дмитро («Одеса»), 36 років, мешканець м. Києва. Учасник АТО. 26 жовтня був знайдений мертвим у покинутому будинку на вулиці Завальній зі слідами насильницької смерті. На місці працювала слідчо-оперативна група, яка з'ясовує усі обставини події.
 Криштоф Юрій Вілінович, 01.12.1979, 42 роки, мешканець смт Копайгород Жмеринський район Вінницька область. Учасник АТО. 30 жовтня Копайгородська селищна рада повідомила про смерть ветерана АТО (причина смерті — не повідомляється).
 Недашківський Сергій Степанович («Тараскін»), 09.05.1968, мешканець м. Житомира. Учасник АТО. Старшина, стрілець батальйону спеціального призначення «Донбас» НГУ, який брав активну участь у військових діях на сході України у період 2014—2015 років. В боях був тяжко поранений та контужений, втратив зір на одному оці та отримав інвалідність. Після демобілізації присвятив себе громадській діяльності та мав активну громадянську позицію, був пристрасним патріотом України. Помер 30 жовтня у лікарні м. Житомира від ускладнень, спричинених коронавірусною інфекцією. Залишилися мати, дружина, син та онука. Похований на військовому кладовищі м. Житомира.
 Матвійчук Роман Володимирович, 30.01.1988, 33 роки, с. Доросині Луцький район Волинська область. Учасник АТО у складі 81 ОДШБр в 2015—2016 роках. Помер 30 жовтня в результаті запалення легень. Залишилася цивільна дружина. Похований в с. Доросині.

### Листопад
Ганькулич Ігор Іванович («Ганьчик»), 11.12.1982, 38 років, с. Пнів Надвірнянський район Івано-Франківська область. Учасник АТО. З 2014 року відбув на війну добровольцем у складі 5 батальйону територіальної оборони «Прикарпаття», з 2016 року — в мінометному дивізіоні, а згодом — в мінометній батареї 1-го батальйону Окремого полку «Азов» НГУ. У складі мінометної батареї брав участь у багатьох операціях підрозділу, зокрема у містах Мар'їнці та Красногорівці. Помер 1 листопада у лікарні через ускладнення від раптової хвороби. Залишилися дружина та троє дітей.
 Бузуляк Сергій Віталійович, с. Іванівка Кропивницький район Кіровоградська область. Учасник АТО. Пішов на війну після загибелі на Донбасі свого молодшого брата, бійця 3 ОПСпП Анатолія Бузуляка, надалі служив у патрульній поліції. Помер 2 листопада, після тривалої хвороби. Похований 4 листопада в с. Іванівка Кропивницького району поряд з могилою брата.
 Поляков Вадим Григорович («Вадос»), 01.05.1971, с. Святовасилівка Солонянський район Дніпропетровська область. Сержант. Учасник АТО у складі 93 ОМБр. Загинув 3 листопада (причина смерті — не повідомляється). Похований 4 листопада в с. Святовасилівці.
 Дровосєков Віктор Миколайович, 13.06.1963, мешканець м. Херсон. Учасник АТО. Був добровольцем, командир штурмового відділення 28 ОМБр. Активний учасник Революції гідності. Передчасно помер (причина смерті — не повідомляється). Похований 3 листопада в м. Херсоні.
 Щабленко Руслан Олександрович, 24.11.1976, 44 роки, мешканець м. Херсон. Учасник АТО у складі 79 ОАЕМБр в період з 2014 по 2017 рік. Помер в результаті важкої хвороби. Похований 4 листопада в м. Херсоні.
 Досяк Юрій Ігорович («Добрий»), 29.08.1984, мешканець м. Львова. Учасник АТО. Активний учасник Революції гідності. За освітою — юрист, працював адвокатом. Був одним з перших добровольців батальйону «Донбас» НГУ. Потрапив у полон під час виходу з Іловайська, провів 119 днів за ґратами та під допитами бойовиків. Помер 5 листопада в лікарні м. Львова в результаті раптової зупинки серця після перенесеної важкої хвороби (пневмонії).
 Калиняк Олег Петрович, мешканець с. Рубанки Ніжинський район Чернігівська область. Учасник АТО у складі 41 ОМПБ. Лікар. Голова Бахмацької районної «Просвіти», був депутатом Чернігівської обласної ради. Помер в результаті важкого захворювання.
 Штанько Володимир, мешканець с. Володимирівка Кропивницький район Кіровоградська область. Учасник АТО у складі 28 ОМБр в період з 13 жовтня 2014 по 6 вересня 2015 років. За спеціальністю був водієм, постійної роботи не мав. Знайдений повішеним в гаражі неподалік дому. Залишилися дружина та двоє дітей. Похований 6 листопада в с. Володимирівці.
 Магур Володимир, 1972 р.н., мешканець м. Борислав Дрогобицький район Львівська область. Учасник АТО. Згідно з повідомленням пресслужби Бориславської міської ради, помер 9 листопада (причина смерті — не повідомляється).
 Клепач Володимир Михайлович, мешканець м. Жовква Львівська область. Учасник АТО. Солдат, проходив військову службу у складі 7 роти 80 ОДШБр. Кіборг, що захищав Донецький аеропорт. Нагороджений орденом «За мужність» III ступеня. Помер вранці 10 листопада в лікарні м. Львова в результаті важкої хвороби. Похований 11 листопада в м. Жовкві.
 Кохан Ігор Іванович, c. Пнікут Мостиський район Львівська область. Учасник АТО. Помер 10 листопада (причина смерті — не повідомляється), похований 11 листопада в с. Пнікут.
  Оліферчук Петро, 51 рік, мешканець с. Боровного Камінь-Каширський район Волинська область. Учасник АТО в складі 1 ОТбр. Помер 12 листопада в результаті важкого захворювання..
 Стягов Андрій, 1993 р.н., м. Рожище Луцький район Волинська область. Учасник АТО у складі 51 ОМБр. Один з чотирнадцяти вояків, яким вдалось вижити в бою бою під Волновахою, в якому він отримав контузію. Після лікування знову відправився у зону проведення АТО. Внаслідок боїв під Савур-Могилою та Оленівкою, був поранений та лікувався в госпіталі в м. Луцьку. Після лікування продовжив військову службу у військовій частині в м. Володимирі-Волинському. 13 листопада був виявлений вранці повішеним на дереві у дворі власного домогосподарства. При поверхневому огляді слідів насильства виявлено не було.
 Дядьков Андрій Миколайович, 55 років, мешканець м. Кременчука Полтавська область. Учасник АТО. До ЗС України був призваний за частковою мобілізацією 5 вересня 2014 року. Помер 15 листопада (причина смерті — не повідомляється). Залишились дружина та два сини. Похований 17 листопада в Кременчуці.
 Парамонов Олександр Семенович, 28.01.1967, Старобільськ Луганська область. Учасник АТО в складі 24 окремого штурмового батальйону «Айдар». Учасник боїв за визволення м. Щастя. У 2013 році — активний учасник Революції Гідності на Луганщині, командир підрозділу тероборони. Голова Старобільської районної організації ВО «Свобода». Трагічно загинув 15 листопада (орієнтовно).
 Цуркан Євген Валерійович, 30.12.1990, мешканець м. Южноукраїнська Миколаївська область. Учасник АТО. В районі проведення АТО був з 2015 по 2016 рік у складі 95 ОДШБр, навідник. Проходив лікування та реабілітацію після поранення в КЗ"Рівненський обласний госпіталь ветеранів війни". Помер 16 листопада в результаті важкого захворювання.
 Гаркавенко Сергій, 51 рік, мешканець с. Куянівки Сумська область. Учасник АТО. В ЗС України — з 2014 року. За спеціальністю був водієм, механізатором, механіком, тому добре знав техніку Тож і у війську призвався, як водій, брав участь у бойових діях. Помер в результаті захворювання серця. Похований 16 листопада в с. Куянівці. Залишилися дружина та четверо дітей.
 Чорний Олександр, мешканець м. Нікополь Дніпропетровська область. Учасник АТО. 16 листопада, близько 22:00, був знайдений мертвим на міському пляжі в районі колишнього кафе «Майамі» в м. Нікополі. Похований 20 листопада в Нікополі. Залишилася мати.
 Пушняков Анатолій Савватійович, 03.03.1954, м. Кодима Одеська область. Генерал-лейтенант у відставці, з 6 травня 2014 року по 13 січня 2016 року — командувач Сухопутних військ ЗС України. Помер 17 листопада (причина смерті — не повідомляється).
 Щербина Андрій Олександрович («Арій Андрій»), 03.06.1980, Херсон. Учасник АТО. Був учасником Революції Гідності, одним з перших стояв на Євромайдані у Києві. У травні 2014 року пішов добровольцем до полку «Азов», де прослужив рік. Помер 17 листопада в результаті коронавірусної інфекції, яку вчасно не діагностували. Похований 23 листопада в с. Золота Балка. Залишилася дружина.
 Стасюк Олександр Петрович, 15.08.1984, мешканець с. Германівка Обухівський район Київська область. Учасник АТО у складі 81 ОДШБр. Згідно з повідомленням, колишній військовослужбовець помер (причина смерті — не повідомляється). Похований 21 листопада в с. Германівці. Залишилося двоє дітей.
 Журенко Сергій Вікторович, 02.02.1982, 39 років, с. Осівка Черняхівський район Житомирська область. Мешканець м. Києва. Учасник АТО, пройшов Бої за Іловайськ. В ЗС України проходив військову службу у складі 30 ОМБр. Вбитий 13 листопада 2021 року на полюванні 63-річним сусідом.
 Петров Дмитро Вікторович, 20.01.1969, 52 роки, м. Калуш Івано-Франківська область. Учасник АТО. Воював поблизу м. Станиця Луганська та м. Щастя на Луганщині у період з 10.11.2015 по 23.10.2016 роки. До призову в АТО мешкав в м. Калуші з дружиною та двома доньками. У 2017 році переїхав до міста Київ, де працював в КП «Муніципальна охорона». Помер 25 листопада (причина смерті — не повідомляється). Похований 230 листопада у м. Калуші.
 Нехорошев Валерій («Уго»), Київська область. Боєць Добровольчого українського корпусу «Правий сектор» в період з 2015 по 2018 рік. Був заступником командира Окремої тактичної групи ім. капітана Воловика ДУК ПС та комендантом бази цього підрозділу. Брав участь у бойових діях поблизу населених пунктів Мар'їнка та Красногорівка Донецької області. Згідно з повідомленням, помер 26 листопада (причина смерті — не повідомляється). Залишилась дружина та донька.
 Лукьянчук Олексій, 32 роки, с. Ганнівка Корецький район Рівненська область. Учасник АТО. Помер в результаті тяжкої хвороби. Похований 28 листопада в с. Ганнівці.
 Стеценко Роман («Пар»). Боєць Добровольчого українського корпусу «Правий сектор», військовослужбовець 54 ОРБ та інших підрозділів. Помер в м. Чернігові в результаті тяжкої хвороби, похований 2 грудня.
 Мацкуляк Ігор, Чернівецька область. Учасник АТО. Був одним із перших військовослужбовців Чернівецької області, які пішли воювати на схід України у 2014 році. Під час обстрілу Луганського аеропорту, отримав важке поранення в живіт, тривалий час лікувався в Україні та в Німеччині, переніс чимало важких операцій. Помер 29 листопада.
 Харін Олександр Леонідович («Джон»), 07.06.1969, м. Сімферополь (АР Крим). Учасник АТО. В часи російської окупації покинув рідний Крим, аби стати на захист нашої Батьківщини у складі Добровольчого батальйону ОУН, в якому воював з грудня 2014 року. Отримав перше поранення в ногу на початку лютого 2015 року, після кількамісячного виздоровлення повернувся на передову. Воював в с. Піски (поблизу Донецького аеропорту), де був тяжко поранений 11.07.2015. Був нагороджений орденом «За мужність» III ступеню. Помер 29 листопада внаслідок поранення, чисельних операцій та тривалого складного лікування. Похований 2 грудня у Чабани.

### Грудень
Сидорчук Віталій Сергійович, 1987 р.н., м. Рожище Волинська область. Учасник АТО. В ЗС України — з 2015 року, надалі проходив військову службу за контрактом. Помер 1 грудня в одному з медзакладів м. Луцька.
 Бойченко Олександр Вікторович («Боя»), мешканець с. Мілуватка Сватівський район Луганська область. Учасник АТО. Доброволець окремий штурмовий батальйон «Донбас». Помер вранці 2 грудня, похований 3 грудня в с. Мілуватці.
 Бульчак Степан Вікторович, мешканець Малодорогостаївської громади Рівненська область. Учасник АТО. Один з перших мешканців громади, який у 2014 році став на захист держави. Помер орієнтовно 3 грудня (причина смерті — не повідомляється).
 Жолудь Олександр Володимирович, 08.05.1977, Чорноморське Лиманський район (Одеська область) Одеська область. Мешканець м. Миколаєва. Учасник АТО. Підполковник запасу, колишній заступник керівника Миколаївського обласного територіального центру комплектування та соцпідтримки. В 2013 році перебував на посаді заступника командира національного контингенту з виховної роботи українського контингенту у Косові. Надалі проходив військову службу у складі 79 ОАЕМБр, був нагороджений орденом Богдана Хмельницького III ступеня. 4 грудня, поблизу с. Михайлівка на Миколаївщині, отримав вогнепальне поранення у груди, внаслідок чого помер. Похований 7 грудня в Миколаєві.
 Волков Олександр, мешканець м. Миколаєва. Учасник АТО. Захисник Донецького аеропорту. 7 грудня загинув у Польщі (причина смерті — не повідомляється). Залишилися мати та син.
 Харків Михайло Васильович («Баян», «Ураган»), мешканець с. Скригове Луцький район Волинська область. Учасник АТО. В ЗС України — з 8 лютого 2015 року, воював поблизу с. Новомихайлівки, обороняв Станицю Луганську, с. Малинове, с. Тепле. До війни працював вчителем музики в школі. Помер 10 грудня внаслідок важкої хвороби. Похований 11 грудня в с. Скригове.
 Данилів Юрій Іванович, 03.04.1984, мешканець м. Долина Калуський район Івано-Франківська область. Учасник АТО/ООС. В ЗС України — з 2015 року. Проходив військову службу у складі 53 ОМБр. У 2018 році потрапив під танковий обстріл поблизу смт Новотошківське, де отримав осколкові поранення ноги, голови та тулуба. Понад рік лікувався в Німеччині, згодом проходив реабілітацію в Україні. Голова Долинського об'єднання учасників та інвалідів АТО/ООС. Помер 13 грудня.
 Тростенюк Володимир Олексійович, 18.11.1977, мешканець м. Новоград-Волинський Житомирська область. Учасник АТО/ООС. Майор, колишній заступник командира танкового батальйону з озброєння 30 ОМБр. З серпня 2021 року обіймав посаду керівника комунального підприємства «Новоград-Волинське міжміське бюро технічної інвентаризації» Житомирської обласної ради. Помер 13 грудня в результаті тяжкої хвороби, з якою офіцер боровся тривалий час. Залишилася дружина та 21-річний син. Похований в с. Піщаниця на Житомирщині.
 Петрів Микола Миколайович, 61 рік, мешканець Долинської громади Калуський район Івано-Франківська область. Учасник АТО/ООС. Помер 15 грудня від гострої недостатності серця.
 Бохонок Олександр Сергійович («Лісник»), 36 років, Київська область. Учасник АТО/ООС. Фельдшер медицини невідкладних станів благодійної організації «Перший добровольчий мобільний шпиталь імені Миколи Пирогова» (м. Київ). 05.12.2019 року був нагороджений орденом «За мужність» III ступеня. Помер за місцем проживання (причина смерті — не повідомляється).
 Васильєв Євген, мешканець м. Києва. Учасник АТО. Лікар вищої категорії у складі ПДМШ ім. Пирогова. Пройшов бойовий шлях від Волновахи до Пісків, у лютому 2015 року у складі того ж ПДМШ зустрічав, надавав першу допомогу й вивозив до лікарні до м. Бахмута (колишнє м. Артемівськ) десятки поранених й обгорілих наших бійців, які під вогнем виривалися з м. Дебальцевого. Помер 22 грудня в результаті важкої довготривалої хвороби.
 Шамрай Олег, мешканець м. Хмельницький. Учасник АТО. Після демобілізації працював на трансформатному заводі у м. Хмельницькому. Помер 23 грудня в результаті несумісної з життям хвороби. Похований 24 грудня у м. Хмельницькому.
 Губиш Ігор, 45 років, мешканець м. Млиніва Рівненська область. Учасник АТО. В ЗС України — з 2015 року, після демобілізації, повернувся до мирного життя. Помер 27 грудня (причина смерті — не повідомляється). Поховання 28 грудня у Млинові.
 Недін Кирило Олегович («Одеса», «Єнот»), 12.12.1987, Одеса. Останні роки мешкав у м. Івано-Франківськ. Учасник АТО/ООС. До служби в Збройних Силах України був моряком. Активний учасник Революції Гідності, київського та одеського Євромайданів. Учасник протистоянь в Одесі 2 травня 2014. В 2014 році вступив у добровольчий батальйон УНА-УНСО та воював в районі м. Маріуполя на річці Кальміус в складі 54 ОРБ. Надалі проходив службу у складі 131 ОРБ, 34 ОМПБ ТрО, 108 ОГШБ 10 ОГШБр, 24 ОМБр, в якій проходив службу до січня 2021 року. Згодом повернувся на військову службу за контрактом до розвідувального підрозділу 10 ОГШБр. Важко захворів та лікувався в Сєвєродонецькому, Харківському, Київському військових госпіталях. Помер 26 грудня в результаті онкологічного захворювання. 30 грудня, після прощання в 59 Будинку офіцерів Одеського гарнізону, похований на Алеї Героїв Західного кладовища м. Одеси. Залишилася мати, дружина та донька.
 Остапюк Анатолій, 24 років, мешканець с. Менчичі Володимир-Волинський район Волинська область. Учасник АТО. Загинув 27 грудня в ДТП на власному транспорті BMW 518, перебуваючи за кермом, на автотрасі Нововолинськ-Іваничі між селищем Благодатне та селом Біличі.
 Роденко Тарас Миколайович («Тарік»), 30 років, мешканець м. Черкаси. Учасник АТО у складі 24 ОШБ «Айдар». Помер 27 грудня (причина смерті — не повідомляється).
 Кузик Денис Юрійович, 40 років, мешканець м. Кременчука Полтавська область. Учасник АТО. До ЗС України був призваний за частковою мобілізацією 9 березня 2015 року. Помер 27 грудня (причина смерті — не повідомляється). Залишились мати та сестра.
 Атаманенко Андрій Анатолійович, 02.05.1976, с. Устя Гайсинський район Вінницька область, мешканець с. Високопілля на Харківщині. Учасник АТО. Старший солдат підрозділу 54 ОМБр. Помер 28 грудня (причина смерті — не повідомляється).
 Левковський Вадим Анатолійович («Тезка»), 15.05.1982, Житомир. Учасник АТО у складі ДУК «Правий сектор». Колишній командир Київського обласного загону ВО «Тризуб» ім. С. Бандери з середини 2000-х років, боєць «Правого сектору» на Майдані під час Революції гідності. Пройшов бої за Іловайськ, перебував у російському полоні. В останній час очолював штаб Житомирського обласного осередку НВР «Правого сектору». Похований в Житомирі 29 грудня (причина смерті — не повідомляється).
 Захарчевський Михайло Вадимович («Зак»), 11.11.1963, м. Краснодар, мешканець м. Харкова. Учасник АТО у складі 2-го батальйону спеціального призначення НГУ «Донбас» (перший склад батальйону). Пройшов бої за Іловайськ, бої за Дебальцеве. Помер 31 грудня у Польщі (причина смерті — не повідомляється). Залишились донька та син, дружина — померла два роки тому. Поховання в м. Харкові.